# Chiesa di San Giovanni Battista di Richet
La chiesa di San Giovanni Battista di Richet (in francese Église Saint-Jean-Baptiste de Richet) è un edificio religioso risalente al XIII secolo, sito nel quartiere Richet del comune francese di Pissos, dipartimento delle Landes. Il 26 giugno 1968 è stato dichiarato Monumento storico di Francia.

## Descrizione
Di stile romanico, contiene pitture sulle pareti della navata e del coro, che risalgono al XV secolo. Il campanile è ricoperto in legno di castagno. Essa costituisce una meta intermedia sulla  Via Turonensis, uno dei percorsi francesi per Santiago di Compostela..